# Fekete Pál (tanár)
Fekete Pál (Sárospatak, 1928. június 19. – Szeged, 2022. július 27.) magyar tanár, író, történész, politikai elítélt. Az 1956-os magyar forradalom meghatározó szereplője, aki a Békés Megyei Forradalmi Bizottság elnökeként töltött be kulcsfontosságú pozíciót.

## Élete
Fekete Pál 1928-ban született Sárospatakon. A sárospataki Református Főiskola Líceumában érettségizett, majd ugyanitt, a Tanítóképző Intézetben szerzett tanítói oklevelet. Sorkatonai szolgálatát követően Szegedre került az egyetemre, ahol történelem‒orosz szakos tanári diplomát szerzett.
1952-ben tanárként helyezkedett el Békéscsabán. Négy évig tanított az 1. számú Általános Iskolában és Rózsa Ferenc Gimnáziumban. A tanítás mellett a Természet- és Társadalomtudományi Ismeretterjesztő Társulat (TIT) munkatársaként történelmi előadásokkal járta egész Békés megyét. Az 1956-os események előtt aktívan közreműködött a helyi közéletben, ahol kiváló szervezői és vezetői képességeit kamatoztatta.
Az 1956-os forradalom kitörése után Fekete Pált megválasztották a békéscsabai, majd a Békés Megyei Forradalmi Bizottság vezetőjének. Nyíltsága, lelkesedése, konszenzusteremtő humanizmusa közismert volt. Többször tárgyalt az orosz parancsnokkal, ezzel sikerült megmenteni Békéscsabát a szétlövetéstől 1956. november 4-én. A megtorlás során, 1957. február 16-án letartóztatták. Először halálra ítélték, majd az ítéletet 1957. december 11-én életfogytiglani börtönbüntetésre változtatták. Békéscsabán a Munkácsy utcai ávósbörtönben, valamint Szegeden, Márianosztrán, Vácott, Gyulán, Jászberényben és Sopronkőhidán raboskodott. Végül hét év után, 1963. március 26-án általános amnesztiával szabadult.
Már a szabadulása napján megpróbálták beszervezni. Miután ezt elutasította, kitiltották Békéscsabáról és Békés megye területéről. A tanári pályáról örökre eltiltották, fizikai munkából tartotta fenn családját. Még az 1980-as években is megfigyelték, mozgását korlátozták. 1988-ban segédmunkásként ment nyugdíjba.
A rendszerváltozás után rehabilitálták, számos kitüntetésben és elismerésben részesült. Aktívan kutatta a múltat, alkotott, tanított, fordított, és előadásokat tartott. 1956 eseményeit, személyes élményeit több könyvben (Az utolsó szó jogán, Cseppek a tengerből, Sátánok éjszakája) megörökítette. Az utolsó, a Magyar mártírok 1956 ‒ Csak a szél sír felettük címet viselő könyvét a kommunista diktatúrák áldozatainak napján, 2019. február 25-én mutatták be Békéscsabán, a városháza dísztermében.
Békéscsabán, a Kazinczy Ferenc Általános Iskola (volt 2. Számú Általános Iskola) egyik épületében 2011. október 23-án, az 1956-os békéscsabai megemlékezések során megnyitották a Fekete Pál-emlékszobát.
1953-ban kötött házasságot B. Kovács Ágnes tanítónővel. Két gyermekük született: dr. Fekete Ágnes (1956) gyermekpszichiáter és Fekete Márta (1957 - 2011) zongoraművész.

## Díjai, kitüntetései
- 1956-os emlékérem (1991)
- Békéscsaba díszpolgára (1992)
- Hazáért Érdemkereszt (1994)
- 56-os aranyérem (1999)
- Magyar Köztársasági Arany Érdemkereszt (2004)
- Az 1956-os forradalom 50. évfordulójára alapított emlékérem (2006)
- A Hazáért érdemkereszt arany fokozata (2006)
- Pongrátz Gergely-érdemérem (2008)
- 1956-os Pesti Srác Díj (2009)
- 1956 Alapítvány érdemkeresztje (2011)
- A Magyar Érdemrend lovagkeresztje (2012)
- Eötvös József-díj (2013)